# Claus Dittrich
Claus Dittrich

Link zum Bild

(Bitte Urheberrechte beachten)
Claus Dittrich (* 30. Dezember 1939) war von 2002 bis 2012 der Präsident der Handwerkskammer Dresden. Er ist seit 1960 Dachdeckermeister und seit 1961 Unternehmer in Dresden. Dittrich trug maßgeblich zum Wiederaufbau der sächsischen Handwerksorganisationen nach der Wiedervereinigung Deutschlands bei. 2002 erhielt er das Bundesverdienstkreuz 1. Klasse.

## Werdegang
Claus Dittrich absolvierte eine Lehre zum Dachdecker. 1960 legte er erfolgreich seine Meisterprüfung im Dachdeckerhandwerk ab. Sein Fernstudium der Betriebswirtschaftslehre schloss er 1971 mit dem Diplom (FH) ab. Er übernahm 1961 das von seinem Großvater 1905 gegründete Dachdeckerunternehmen und führte es in dritter Generation durch die DDR- und Nachwendezeit. Während der DDR-Zeit entging er einer Verstaatlichung. In den 1990er Jahren übergab er Anteile an seinen Sohn Jörg Dittrich. Das Unternehmen hat heute über 50 Mitarbeiter und ist der größte regionale Arbeitgeber im Dachdeckerhandwerk.
Claus Dittrich ist verwitwet, er hat zwei Söhne: Christoph Dittrich ist Musiker und seit 2013 Intendant der Theater Chemnitz. Jörg Dittrich ist Nachfolger von Vater Claus Dittrich sowohl als Chef des Dachdeckermeister-Betriebes Claus Dittrich GmbH & Co. KG als auch im Amt des Präsidenten der Handwerkskammer Dresden.
Claus Dittrich lebt in Dresden, wo er auch langjähriges Mitglied des dortigen Rotarier-Clubs ist.

## Engagement im Handwerk
Dittrich war von 1990 bis 2002 der Vorsitzende des Landesinnungsverbandes des Dachdeckerhandwerkes in Sachsen. Gleichzeitig war er Mitglied im Hauptvorstand des Zentralverbandes des Deutschen Dachdeckerhandwerkes (ZVDH). Dittrich baute die neue berufsständische Handwerksorganisation in Sachsen mit auf und vertrat durch seine Gremienarbeit das ostdeutsche Handwerk auf Bundesebene. Er war zudem Gründungspräsident des Gesamtverbandes des Sächsischen Handwerks und Vizepräsident des Sächsischen Handwerkstages.
Am 31. Juli 2002 wurde er zum Präsidenten der Handwerkskammer Dresden gewählt. 2007 wurde Dittrich einstimmig für weitere fünf Jahre als Präsident der Handwerkskammer Dresden bestätigt. Seit 2006 ist er außerdem Vorsitzender der Arbeitsgemeinschaft der sächsischen Handwerkskammern. Dittrich ist in zahlreichen weiteren Gremien auf Bundes-, Landes- und kommunaler Ebene tätig. 2012 wurde er zum Ehrenpräsidenten der Handwerkskammer Dresden gewählt.
Er ist Förderer der Zusammenarbeit zwischen deutschem und polnischem sowie französischem Handwerk. Dittrich wurde mit den höchsten Handwerksauszeichnungen in Deutschland, Frankreich und Polen geehrt.

## Auszeichnungen und Ehrungen
- 2001: Verfassungsmedaille des Freistaates Sachsen
- 2002: Bundesverdienstkreuz 1. Klasse der Bundesrepublik Deutschland
- 2007: Handwerkszeichen in Gold des Zentralverbandes des Deutschen Handwerks
- 2008: Verdienst für das Polnische Handwerk in Gold des Zentralverbandes des Polnischen Handwerks[7]
- 2010: Verdienst für das Französische Handwerk in Gold des Zentralverbandes des Französischen Handwerks
- 2010: Verdienstorden des Freistaates Sachsen[8]
- 2012: Ehrenpräsident der Handwerkskammer Dresden

## Film
- Ostdeutsches Handwerk – Neustart nach der Wende / Made in Germany, Deutsche Welle
- Das Handwerk – Innovation und Tradition in der Region, Handwerkskammer Dresden